# Cornelis Elisa van Koetsveld
Cornelis Eliza „Elisa“ van Koetsveld (* 24. Mai 1807 in Rotterdam; † 4. November 1893 in Den Haag) war ein niederländischer Theologe, Schriftsteller und Pfarrer.

## Leben
Er studierte Theologie an der Universität Leiden. Ab 1830 war er Pfarrer in Westmaas, dann in Berkel en Rodenrijs und Schoonhoven und in Den Haag. 1853 wurde er Mitbegründer der Haager Behindertenschule (Haagse Idiotenschool). Mit 70 Jahren wurde er 1878 Hofprediger und leitete die Beerdigungen der Prinzen Heinrich von Oranien-Nassau, Wilhelm Friedrich Karl von Oranien-Nassau Wilhelm III. (Niederlande) und Wilhelm Alexander Karl Heinrich Friedrich, den Sohn Wilhelm III. Am 12. Oktober 1880 hat er die spätere Königin Wilhelmina der Niederlande in Den Haag getauft.
Von der Universität Groningen erhielt er 1865 einen Ehrendoktor.
Sein Grab ist auf dem Friedhof Oud Eik en Duinen in Den Haag.

## Schriften
Schetsen uit de pastorij te Mastland (1843) sein Hauptwerk (deutsch: Skizzen aus dem Pastorat zu Mastland 1865) ist ein Buch, das sowohl humorvoll wie realistisch ein Bild des Lebens in einem abgelegenen niederländischen Dorf in der ersten Hälfte des Neunzehnten Jahrhunderts schildert.
- Odsdienstige en zedelijke novellen (1847–1853)
- De Gelijkenissen van Het Evangelie op Nieuw Bewerkt tot Een Huisboek voor het Christelijk Gezin
- De begrafenis. Twee laatste schetsen uit de pastorij te Mastland (1849)
- Tiental Kinderpreken uit het Nieuwe Testament (1850)
- Snippers van de schrijftafel (1852) und (1853)
- Het menschelijk leven in drie woorden (1854)
- Verspreide kinderverhalen. Met Plaatjes (1855)
- De portefeuille met platen van grootvader Sprankhof (1856)
- Nieuwe kinderverhalen (1857)
- Beproefde Trouw
- Sprookjes in den trant van Andersen (1858)
- De Farizeen, Sadduceen En Herodianen: Drie Schetsen Uit Het Kerkelijk Leven Van Den Ouden En Nieuwen Tijd (1862)
- Fantasie en waarheid (1863)
- Ideaal en werkelijkheid (1868)
- Op de wandeling en bij den haard (1870)
- Uit de kinderwereld (1884)
- Nalezing van een tachtigjarige (1887)
- Bij de graven van Oranje-Nassau (1891)
- Losse bladen uit mijn pastoraalboek (1894)

- Die Frau in der Bibel (1898)
- Die Gleichnisse des Evangeliums als Hausbuch für die christliche Familie (1895)
- Die Kinder in der Bibel – für unsere Kinder geschildert
- Ernste Novellen (1901)
- Das apostolische Evangelium (1904)